# Western Area Forest Reserve

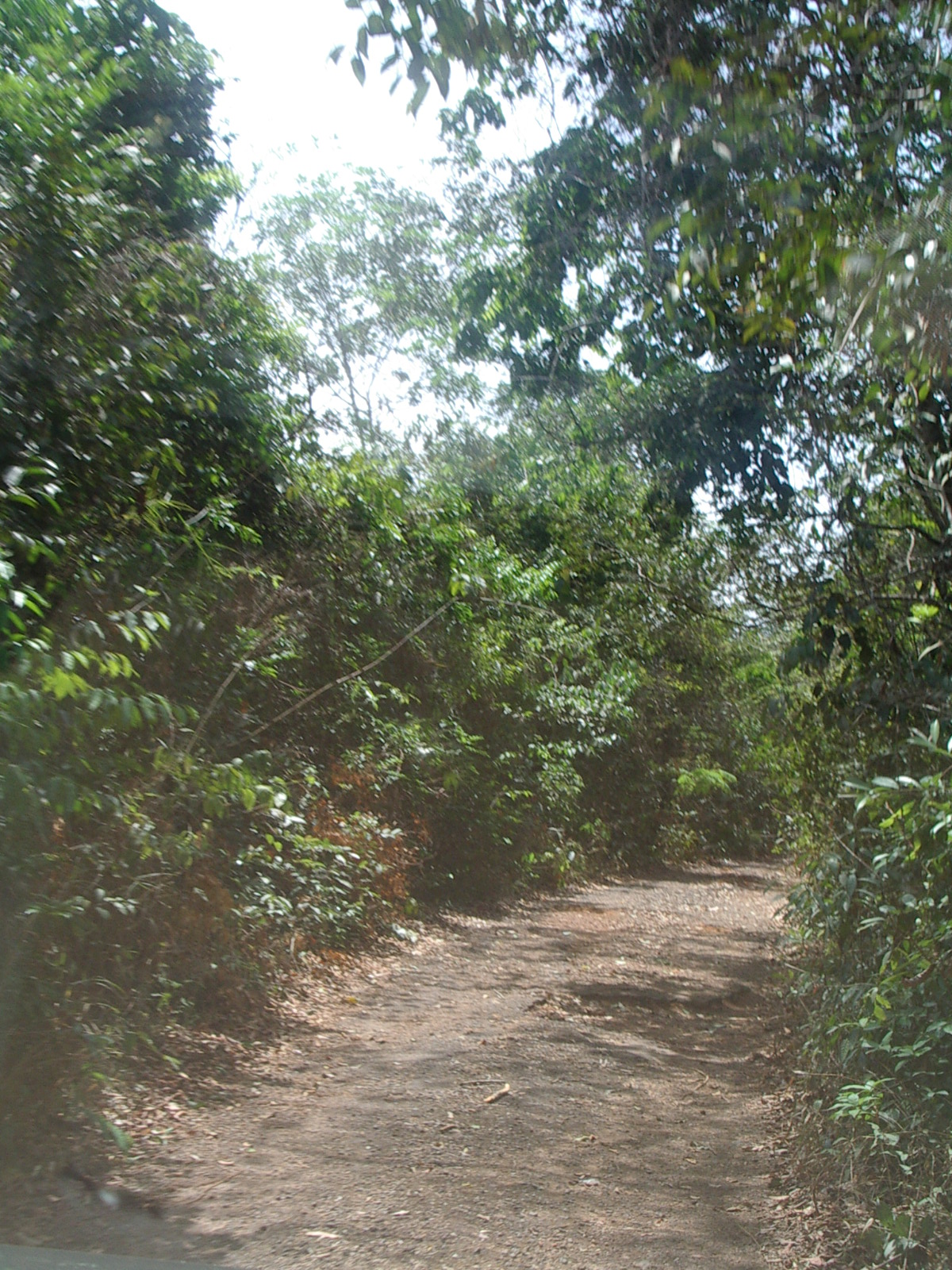
Western Forest, en Sierra Leone.

La Western Area Forest Reserve (ou Western Area Peninsula Forest Reserve) est une réserve naturelle en Sierra Leone où la chasse est interdite. La région est devenue une réserve forestière en 1916 et a une superficie de 17 688 hectares. Elle a été délimitée par Charles Lane Poole, premier « conservateur des forêts » de Sierra Leone et fondateur du département des forêts sierra-léonais. Il représente la forêt semi-décidue la plus occidentale en Sierra Leone, et abrite diverses espèces menacées dont des chimpanzés d'Afrique Occidentale, une grande variété d'oiseaux menacées d'extinction et de céphalophes.

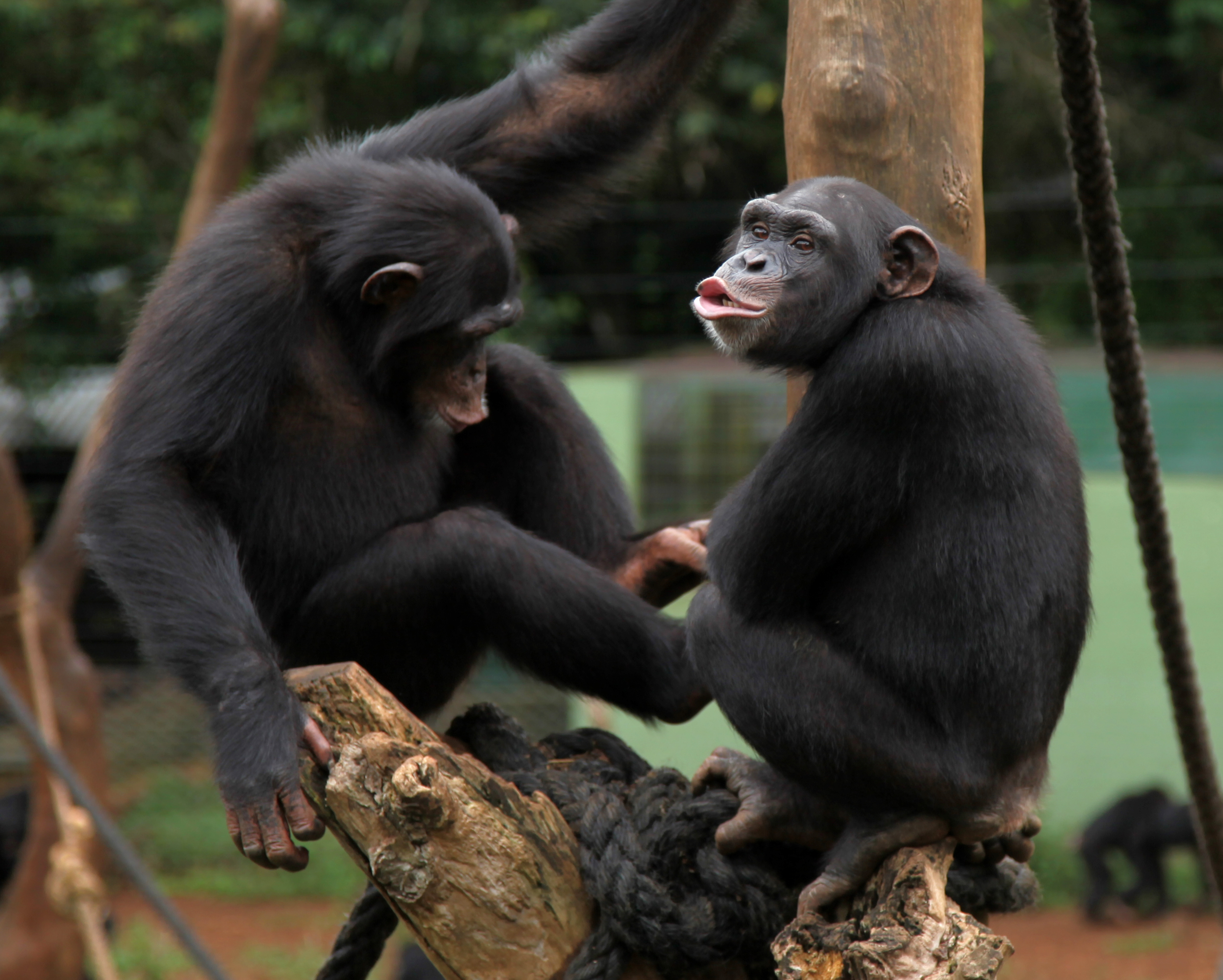
Chimpanzés d'Afrique de l'Ouest